# Zemplínske Kopčany
Zemplínske Kopčany (in ungherese Hegyi) è un comune della Slovacchia facente parte del distretto di Michalovce, nella regione di Košice.